# سسک زیردارمرز غربی
سسک زیردارمرز غربی (نام علمی: Curruca iberiae) یک سسک معمولی کوچک است که در جنوبی‌ترین مناطق اروپا و شمال غربی آفریقا زادآوری می‌کند.